# Bertil Goldberg
Bertil Goldberg, född 2 juni 1947 i Borås, Västergötland, är en svensk musiker och skådespelare.
Goldberg har varit verksam som filmmusiker, men var också medlem i proggruppen Nynningen. Han har även haft ett fåtal filmroller.
Från 1983 producerade han "Nattinatti" tillsammans med Boråsbördige Kjell Dabrowski.
Goldberg var en som tidigt producerade ståuppkomik (stand up comedy) i Sverige.

## Filmografi

### Roller
- 1978 – Tältet
- 1984 – Två solkiga blondiner
- 2005 – Jag tänker på mig själv – och vänstern

### Filmmusik
- 1984 – Två solkiga blondiner

### Instrumentalist
- 1984 – Äntligen!
- 1984 – Två solkiga blondiner

### Fotnoter
1. 1 2  ”Bertil Goldberg”. Svensk Filmdatabas. http://sfi.se/sv/svensk-filmdatabas/Item/?type=PERSON&itemid=71909&iv=OVERVIEW. Läst 9 juli 2012.
2. ↑  ”Bertil Goldberg”. Discogs.com. http://www.discogs.com/artist/Bertil+Goldberg. Läst 9 juli 2012.
3. ↑  Ericson Uno, Engström Klas, red (1990). Myggans nöjeslexikon: ett uppslagsverk om underhållning. 4 Cremo-Döse. Höganäs: Bra böcker. sid. 27. Libris 7665082. ISBN 9177522621
4. ↑  ”Podcast Värvet #46:Jonas Gardell”. http://xn--vrvet-gra.se/podcast/0046gardell/. Läst 7 september 2017.